# Ewgeni Boschanow
Ewgeni Boschanow (bulgarisch Евгени Божанов, englisch Transkription Evgeni Bozhanov; * 10. März 1984 in Russe, Bulgarien) ist ein bulgarischer Pianist.

## Leben und Wirken
Boschanow erhielt mit sechs Jahren seinen ersten Klavierunterricht und wurde Schüler der Nationalen Kunstschule „Prof. Wesselin Stojanow“ in Russe. In seiner Heimatstadt debütierte er im Alter von zwölf Jahren mit dem Philharmonischen Orchester als Solist mit einem Mozart-Klavierkonzert. Nach einem Meisterkurs bei Boris Bloch führte er ab 2001 das Musikstudium an der Folkwang Universität der Künste in Essen fort und belegte zudem Meisterkurse bei Dmitri Baschkirow. 2006 wechselte er zu Georg Friedrich Schenck an die Robert Schumann Hochschule Düsseldorf, wo er 2016 das Konzertexamen ablegte.
Er ist Preisträger zahlreicher Wettbewerbe. Sein vierter Platz beim Chopin-Wettbewerb 2010 in Warschau erregte Aufsehen. Boschanow galt während des skandalumwitterten Wettbewerbs – dessen Regularien bzgl. Punktevergabe während des laufenden Wettbewerbs geändert wurden – als „exzentrischer“ Liebling der Musikkritik und des Publikums. Boschanow bevorzugt wie einst Glenn Gould eine sehr tiefe Sitzposition am Klavier. Er reist und konzertiert deshalb mit seinem eigenen Klavierhocker.
Boschanow konzertierte als Solist in Europa, in den USA und in Asien, unter anderem in der Suntory Hall in Tokio, der Berliner Philharmonie, dem Wiener Musikverein, der Royal Festival Hall in London und der Tonhalle Düsseldorf. Er arbeitete mit renommierten Orchestern zusammen wie dem Philharmonia Orchestra London, dem Royal Liverpool Philharmonic Orchestra, dem Orchestra Sinfonica Nazionale della RAI, dem Belgischen Nationalorchester, dem Deutschen Symphonie-Orchester Berlin, den Stuttgarter Philharmonikern, dem Münchener Kammerorchester, dem Kammerorchester des Bayerischen Rundfunks, der Staatsphilharmonie Nürnberg und dem Tonkünstler Orchester unter der Leitung von Dirigenten wie zum Beispiel Jukka-Pekka Saraste, Marcus Bosch, Yutaka Sado, Clemens Schuldt, Tugan Sokhiev, Ola Rudner und Juraj Valčuha.
Klavierabende gab er unter anderem beim Schleswig-Holstein Musik Festival, beim Kissinger Sommer, beim Martha Argerich Festival, beim Sofia Festival, beim Festival La Roque d’Anthéron, beim Lille Piano Festival und beim Biarritz Piano Festival.
Boschanow lehrt seit 2019 als Professor für Klavier an der Folkwang Universität der Künste in Essen.

## Rezeption
Boschanow wurde 2011 für seine erste Veröffentlichung Fréderic Chopin: Klavierwerke mit dem Preis der Deutschen Schallplattenkritik ausgezeichnet. In der Laudatio ehrte die Jury die Einspielung des Pianisten mit den Worten: „Evgeny Bozhanov ist es gegeben, nicht nur die Werke Chopins zu deuten, er inhaliert sie, spürt in ihnen das Besondere und in vielen Passagen auch Unentdecktes – eine seltene Synthese aus recherchierender Klugheit und momentaner Beglückung im Sinne von fundierter Spontanität.“

## Auszeichnungen (Auswahl)
- 2006: 1. Preis beim Internationalen Carl-Bechstein-Klavierwettbewerb-Ruhr
- 2008: 1. Preis beim Casagrande-Wettbewerb im italienischen Terni[12]
- 2008: 2. Preis beim Swjatoslaw-Richter-Wettbewerb in Moskau[13] (Ein 1. Preis wurde nicht vergeben)
- 2009: Finalist beim Van Cliburn International Piano Competition[14]
- 2010: 2. Preis im Fach Klavier beim Queen Elisabeth International Music Competition of Belgium in Brüssel[15]
- 2010: 4. Preis beim Internationalen Chopin-Wettbewerb[16]
- 2011: Preis der deutschen Schallplattenkritik für die Einspielung Fréderic Chopin: Klavierwerke[17]

## Diskografie (Auswahl)
- Fréderic Chopin: Klavierwerke (FugaLibera; 2011)
- Evgeni Bozhanov – Live in Warsaw. Frédéric Chopin: Barcarolle Fis-Dur op. 60, Mazurka As-Dur op. 41 Nr. 4, Mazurka cis-Moll op. 50 Nr. 3, Grande valse brillante Es-Dur op. 18, Walzer Nr. 8 As-Dur op. 64 Nr. 3, Walzer Nr. 5 As-Dur op. 42. Franz Schubert: 12 Ländler op. 171, D 790. Claude Debussy: La plus que lente, L’Isle Joyeuse. Alexander Skrjabin: Valse op. 38. Franz Liszt: Sonetto 104 del Petrarca, Mephisto-Walzer Nr. 1. (Profil; 2012)
- Evgeni Bozhanov (Piano) – Dmitri Shostakovich, Wolfgang Amadeus Mozart. Kammerorchester des Sinfonieorchesters des Bayerischen Rundfunks, Dirigent: Radoslaw Szulc (Profil Edition Günter Hänssler; 2018)
- Morgen. Solo-Album. Werke von Richard Strauss, Johannes Brahms, Franz Schubert (Avanti Classic; 2019)